# Peter Freuchen
Lorenz Peter Elfred Freuchen (Nykøbing Falster, Dinamarca, 2 de febrero de 1886 - Anchorage, Alaska 2 de septiembre de 1957) fue un explorador, escritor, periodista, cineasta y antropólogo danés. 

## Biografía
Natural de Nykøbing Falster, una ciudad del sur de Dinamarca situada en el occidente de la isla de Falster, Freuchen era hijo de Anne Petrine Frederikke (nacida Rasmussen; 1862–1945) y de Lorentz Benzon Freuchen (1859–1927). Se casó en tres ocasiones. La primera en 1911, con Navarana Mequpaluk, una mujer inuk fallecida de gripe española en una epidemia; tuvo dos hijos: el niño Mequsaq Avataq (1916 - 1962) y la niña Pipaluk Jette Tukuminguaq Kasaluk Palika Hager (1918–1999). Su segundo matrimonio, en 1924, con Magdalene Vang Lauridsen (1881–1960) se disolvió en 1944. Más tarde, en 1945, se casó con la ilustradora danesa Dagmar Cohn.
Pasó gran parte de su vida en Thule, Groenlandia, viviendo con los inuit. Trabajó junto a Knud Rasmussen, durante la expedición que cruzó Groenlandia hasta el Pacífico. 
En 1910, Knud Rasmussen y Peter Freuchen establecieron la Estación Comercial Thule, de la que Freuchen fue gobernador entre 1913 y 1920, en Cabo York (Uummannaq), Groenlandia.
En 1920 se unió a los socialdemócratas de Dinamarca y escribió en su periódico Politiken.
Durante la Segunda Guerra Mundial, Freuchen se unió a la resistencia danesa contra los nazis, por lo que fue detenido y condenado a muerte por las tropas de ocupación alemana. Logró escapar y huir a Suecia.
Pasó los últimos años en Estados Unidos, junto con su esposa Dagmar Cohn en Nueva York y en Noank. El prefacio de su última obra, El libro de los siete mares, está fechado 30 de agosto de 1957, en Noank. Murió de un ataque al corazón tres días después en Elmendorf, Alaska. Después sus cenizas fueron esparcidas en Thule.

## Obra
- Grønland, land og folk (Groenlandia, la tierra y la gente), 1927 (libro de viajes) su primer texto
- Storfanger, 1927 (novela)
- Rømningsmand, 1928 (novela)
- Nordkaper, 1929 - The Sea Tyrant (novela)
- Ivalu, 1930 - Ivalu, the Eskimo Wife - suomennettu (novela)
- Knud Rasmussen. Mindeudgave. 3 v. 1934 (Peter Freuchen, Therkel Mathiassen, Kaj Birket-Smith)
- Flugten til Sydamerika, 1935 (memorias)
- "Arctic Adventure: My Life in the Frozen North", Farrar & Rinehart, New York, Toronto, © 1935.
- Min grønlandske ungdom, 1936 & 1953 (memorias)
- Nuoruuteni Grönlannissa (Mi juventud en Groenlandia) (memorias)
- Min anden ungdom, 1938 (memorias)
- Sibiriske eventyr (Aventura en Siberia), 1939 (memorias)
- Diamantdronningen, 1941 (novela)
- Hvid mand, 1943 - El Hombre Blanco - Valkoinen mies eskimoiden parissa (novela)
- Eskimofortællinger, 1944 (novela)
- Solfjeld, 1944 (novela)
- Larions lov (La Ley de Larion), 1948 (novela sobre los indios del interior a lo largo del río Yukón)
- Eskimodrengen Ivik, 1949 - Eskimopoika Ivik (novel)
- Nigger-Dan, 1951 (novela, aka The Legend of Daniel Williams)
- I al frimodighed 1953 (memorias)
- "Ice Floes and Flaming Water", 1954
- I all uppriktighet", 1954 (memorias)
- Vagrant Viking, 1954 (memorias)
- Fremdeles frimodig, 1955
- Fortfarende uppriktig"´, 1956 & 1960 (memorias)
- Fangsmænd i Melville-bugten, 1956 - Pyyntimiehiä Melville lahdella (novela)
- Fra Thule til Rio, 1957 (memorias)
- "Peter Freuchen's Book of the Seven Seas", Julian Messner, Inc. New York, © 1957.
- Peter Freuchens bog om de syv have, 1959 (documental)
- "The Arctic Year" (Año Ártico), G.P. Putnam's Sons, New York, © 1958. (Peter Freuchen & Finn Salomonsen)
- "I Sailed with Rasmussen, 1958 (documental)
- Hvalfangerne, 1959 (novela)
- "Peter Freuchen's Adventures in the Arctic (Las aventuras de Peter Freuchen en el Ártico)", Julian Messner, Inc. New York, © 1960. Editó Dagmar Freuchen.
- Det arktiske år (Año Ártico), 1961 - (documental)
- "Peter Freuchen's Book of the Eskimos" (Libro de los esquimales de Peter Freuchen), Peter Freuchen Estate. Cleveland Ohio, © 1961. Editó Dagmar Freuchen.
- Erindringer (Recuerdos), 1963. Editó Dagmar Freuchen.

## Libros
- Aventura en el Ártico, 2014, Interfolio Libros ISBN 9788494061059